# Caverna Paglicci

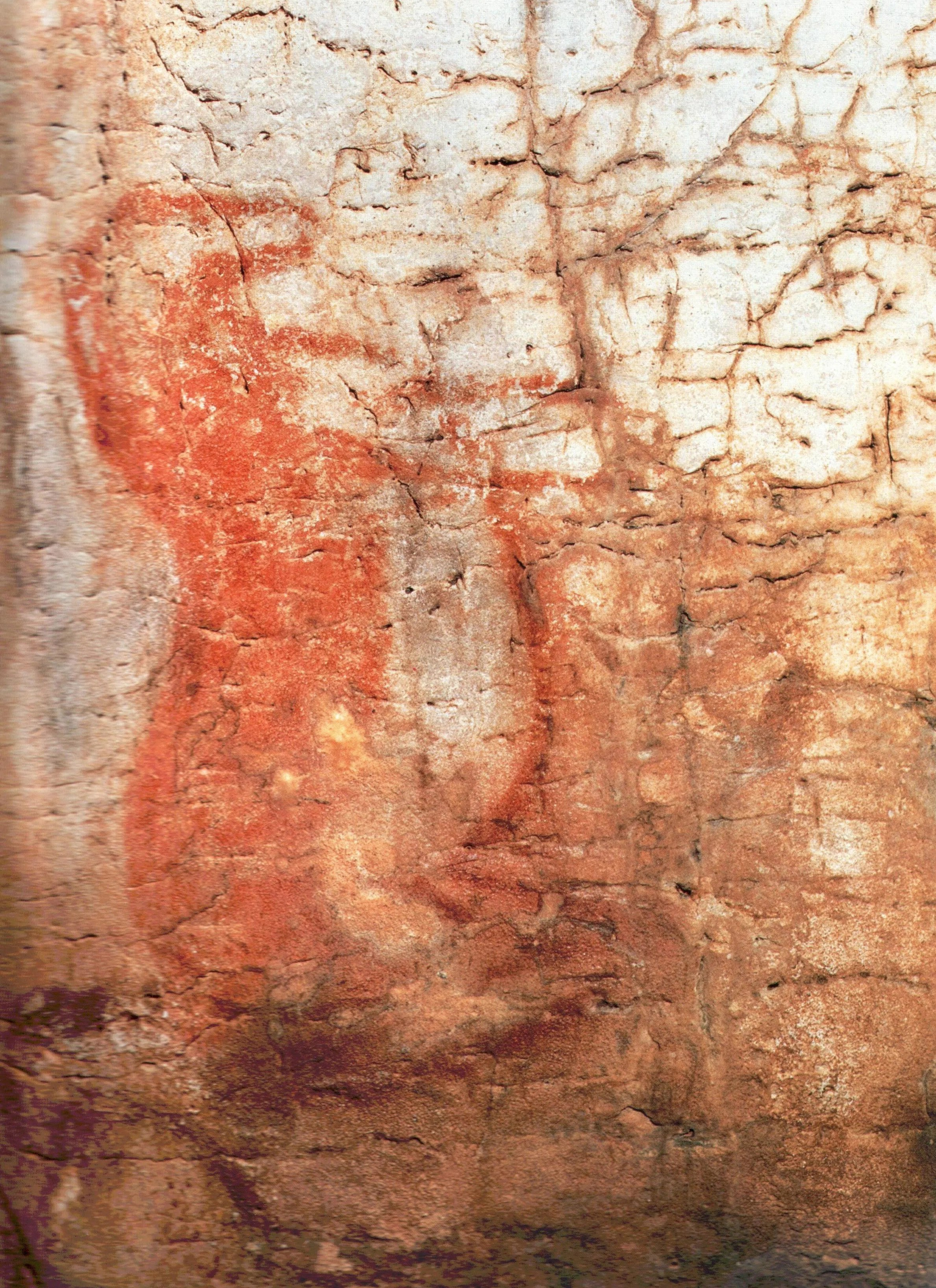
Trabalho de parede em ocre vermelho, representando um cavalo.

Caverna Paglicci é um sítio arqueológico situado em Paglicci, perto de Rignano Garganico, Apúlia, sul da Itália. A caverna, descoberta na década de 1950, é a caverna mais importante de Gargano, sendo uma atração do Parque Nacional Gargano. 

## Descrição
Na caverna, situada perto de Rignano Garganico, existem mais de 45.000 achados individuais, incluindo ferramentas paleolíticas, ossos humanos e animais. Eles estão atualmente alojados no Museu de Rignano Garganico. Evidências de colheita de aveia paleolítica datada de 30.600 a.C. estavam ligadas a um pilão recuperado da caverna.
A caverna contém também algumas pinturas murais paleolíticas, representando cavalos e impressões de mãos. Imagens de cabras, vacas, serpentes, ninhos com ovos e uma cena de caça também foram encontradas gravadas no osso. 
Também foram encontrados dois esqueletos humanos, pertencentes a um menino e uma jovem mulher, ambos usando ornamentos de ossos ou dentes de veado. 
A caverna de Paglicci contém os primeiros restos aurignacianos e gravetos da Itália, datados de c. 34.000 e 28.000 anos.

## Risco de colapso
Em 2008, arqueólogos italianos fizeram um apelo ao primeiro-ministro, Silvio Berlusconi, para dedicar fundos para salvar a caverna que está em risco de colapso iminente.

## Relevância na genética populacional
Em 2008, uma equipe científica liderada por David Caramelli testou restos humanos da caverna de Paglicci datada de 28.000 anos, chamada Paglicci 23, e descobriu que o indivíduo tinha o haplogrupo mitocondrial H humano, especificamente a sequência de referência de Cambridge bastante comum. O resultado foi exaustivamente testado para possível contaminação e replicado em um teste separado.
Em 2016, verificou-se que restos humanos de 31 a 35 mil anos de idade da caverna denominada Paglicci 33 carregavam o haplogrupo I de DNA Y (não I1) (CTS674 +, CTS9269 +) e o haplogrupo mt8 de U8c.